# ريكومبيناز
الريكومبينازات هي إنزيماتُ إعادة التركيب الجيني.
ريكومبينازات الدنا تستخدم بشكل واسع في الكائنات متعددة الخلايا للتعديل والتلاعب ببنية الجينوم، وللتحكم في التعبير الجيني. هذه الإنزيمات مشتقة من البكتيريا والفطر، وتُحفِّز تفاعلات تبادلات الدنا الحساسة للاتجاهية بين مواقع هدف ذات تسلسللات قصيرة (30-40 نوكليوتيدة) خاصة بكل إنزيم ريكومبيناز. تمكِّن هذه التفاعلات أربع عمليات وحدوية أساسية: الاستئصال/ الغرز، العكس، الانتقال وتبادل  الشرائط، وتستخدم هذه الإنزيمات فرادى أو في توليفاتِ تشكيلاتٍ متنوعة للتحكم في التعبير الجيني. 
وتشمل الأنواع التالية:
- ريكومبيناز Cre
- ريكومبيناز Hin
- ريكومبيناز Tre
- ريكومبيناز FLP